# 骆德春
骆德春（1954年2月—），男，中华人民共和国政治人物，曾任吉林省人力资源和社会保障厅厅长、党组书记，第九届全国人大代表。